# Killjoy (film)
Pour les articles homonymes, voir Killjoy (homonymie).
Série
Killjoy 2: Deliverance from Evil
(2002)
Pour plus de détails, voir Fiche technique et Distribution.
Killjoy est un film américain réalisé par Craig Ross Jr., sorti en 2000.

## Synopsis
Michael, un lycéen nerd, demande à Jada, une camarade de classe, de l'accompagner au bal de fin d'année. Jada considère Michael comme un ami et le rejette poliment, lui rappelant qu'elle a un petit ami, un gangster qui a mis Michael en garde à plusieurs reprises par le passé. Lorenzo, le petit ami de Jada, arrive alors pour récupérer les filles, avec ses copains T-Bone et Baby Boy. Ils rouent Michael de coup avant de le renvoyer, sous le regard silencieux d'un sans-abri dans une ruelle voisine.
Cette nuit-là, Michael brandit un couteau et fait appeller à la magie noire sur une poupée de clown pour faire apparaître un démon de la vengeance connu sous le nom de Killjoy, mais apparemment, cela ne fonctionne pas. Lorenzo, T-Bone et Baby Boy enlèvent Michael devant sa maison et l'emmènent dans un endroit isolé où ils le tue « accidentellement » et abandonnent son corps.

## Fiche technique
- Titre : Killjoy
- Réalisation : Craig Ross Jr.
- Scénario : Carl Washington
- Musique : Richard Kosinski
- Photographie : Carl Bartels
- Montage : Craig Ross Jr.
- Production : Michael Deak et Mel Johnson Jr.
- Société de production : Big City Pictures et Full Moon Entertainement
- Pays de production :  États-Unis
- Genre : Horreur et fantastique
- Durée : 72 minutes
- Dates de sortie : 
  - États-Unis : 24 octobre 2000

## Distribution
- Angel Vargas : Killjoy
- Vera Yell : Jada
- Lee Marks : Jamal
- Dee Dee Austin : Monique(as 'D' Austin)
- Kareem J. Grimes : Micheal(as Jamal Grimes)
- Corey Hampton : T-Bone
- Rani Goulant : Baby Boy
- Napiera Groves : Kahara(as Napiera Danielle Groves)
- Arthur Burghardt : Homeless Man
- William L. Johnson : Lorenzo
- Penny Ford : Singer
- Carl Washington : Ray
- Dionne Rochelle : Tamara

## Production
Le film a bénéficié d'un tout petit budget de 150 000 dollars.

## Postérité
Du fait de sa popularité, le film a connu plusieurs suites : Killjoy 2: Deliverance from Evil (2002), Killjoy 3 (2010) et Killjoy Goes to Hell (2012).